# Quadro de medalhas dos Jogos Pan-Americanos de 2015
O quadro de medalhas dos Jogos Pan-Americanos de 2015 é uma lista que classifica os CONs das Américas de acordo com o número de medalhas (ouro, prata, bronze)conquistadas nos jogos realizados em Toronto, no Canadá.
O quadro de medalhas está classificado de acordo com o número de medalhas de ouro, estando as medalhas de prata e bronze como critérios de desempate em caso de países com o mesmo número de ouros.
     País sede destacado.
| Ordem | País                         | Medalha de ouro | Medalha de prata | Medalha de bronze |       |
| ----- | ---------------------------- | --------------- | ---------------- | ----------------- | ----- |
| 1     | USA Estados Unidos           | 103             | 82               | 80                | 265   |
| 2     | CAN Canadá                   | 78              | 70               | 71                | 219   |
| 3     | BRA Brasil                   | 42              | 39               | 60                | 141   |
| 4     | CUB Cuba                     | 36              | 27               | 34                | 97    |
| 5     | COL Colômbia                 | 27              | 14               | 31                | 72    |
| 6     | MEX México                   | 22              | 30               | 43                | 95    |
| 7     | ARG Argentina                | 15              | 29               | 31                | 75    |
| 8     | VEN Venezuela                | 8               | 22               | 20                | 50    |
| 9     | ECU Equador                  | 7               | 9                | 16                | 32    |
| 10    | GUA Guatemala                | 6               | 1                | 3                 | 10    |
| 11    | CHI Chile                    | 5               | 6                | 18                | 29    |
| 12    | DOM República Dominicana     | 3               | 11               | 10                | 24    |
| 13    | JAM Jamaica                  | 3               | 4                | 2                 | 9     |
| 14    | PER Peru                     | 3               | 3                | 6                 | 12    |
| 15    | TTO Trinidad e Tobago        | 3               | 3                | 2                 | 8     |
| 16    | BAH Bahamas                  | 2               | 2                | 2                 | 6     |
| 17    | PUR Porto Rico               | 1               | 1                | 13                | 15    |
| 18    | URU Uruguai                  | 1               | 1                | 3                 | 5     |
| 19    | LCA Santa Lúcia              | 1               |                  |                   | 1     |
| 20    | BAR Barbados                 |                 | 1                | 2                 | 3     |
|       | BOL Bolívia                  |                 | 1                | 2                 | 3     |
|       | ESA El Salvador              |                 | 1                | 2                 | 3     |
|       | PAR Paraguai                 |                 | 1                | 2                 | 3     |
| 24    | PAN Panamá                   |                 | 1                | 1                 | 2     |
| 25    | ANT Antígua e Barbuda        |                 | 1                |                   | 1     |
|       | GRN Granada                  |                 | 1                |                   | 1     |
|       | HON Honduras                 |                 | 1                |                   | 1     |
| 28    | BER Bermudas                 |                 |                  | 1                 | 1     |
|       | CRC Costa Rica               |                 |                  | 1                 | 1     |
|       | SKN São Cristóvão e Neves    |                 |                  | 1                 | 1     |
|       | VIN São Vicente e Granadinas |                 |                  | 1                 | 1     |
| 32    | ARU Aruba                    |                 |                  |                   |       |
|       | BIZ Belize                   |                 |                  |                   |       |
|       | DMA Dominica                 |                 |                  |                   |       |
|       | GUY Guiana                   |                 |                  |                   |       |
|       | HAI Haiti                    |                 |                  |                   |       |
|       | CAY Ilhas Cayman             |                 |                  |                   |       |
|       | VIR Ilhas Virgens Americanas |                 |                  |                   |       |
|       | IVB Ilhas Virgens Britânicas |                 |                  |                   |       |
|       | NCA Nicarágua                |                 |                  |                   |       |
|       | SUR Suriname                 |                 |                  |                   |       |
| TOTAL | TOTAL                        | 366             | 362              | 457               | 1 185 |